# رود بسد
رود بسد (انگلیسی: Besed) یک رودخانه در استان اسمولنسک و استان بریانسک کشور روسیه است.